# 鲁库塔马河
留久玉川（日语：／ rukutama-gawa），或依俄译称鲁库塔马河（羅馬化：Reka Rukutama），上游称维特尼察河（俄语：Река Витница），是萨哈林州的河流，源起伊瓦什克维奇耶夫峠，长120公里，流域面积1100平方公里，注入涅夫斯科耶湖。克里瓦亚河、扎比夫卡河和戈卢比哈河注入。